# ولادیمیر موسالیموف
ولادیمیر موسالیموف (انگلیسی: Vladimir Musalimov؛ ۳۱ دسامبر ۱۹۴۴ – ۳ نوامبر ۲۰۱۳) ورزشکار بوکس اهل اتحاد جماهیر شوروی سوسیالیستی بود.
وی در مسابقات کشوری و بین‌المللی در مجموع برندهٔ ۲ مدال برنز شده‌است.